# Heinz Rutishauser
Heinz Rutishauser (Weinfelden, 30 de janeiro de 1918 – Zurique, 10 de novembro de 1970) foi um matemático suíço, pioneiro da matemática numérica e da ciência da computação.

## Vida
Heinz Rutishauser estudou matemática a partir de 1936 no Instituto Federal de Tecnologia de Zurique, obtendo o diploma em 1942, onde foi de 1942 a 1945 assistente de Walter Saxer obtendo em 1948 um doutorado sobre análise complexa.
Em 1948/1949 esteve nos Estados Unidos na Universidade Harvard e na Universidade de Princeton. De 1949 a 1955 foi wissenschaftlicher Mitarbeiter no Instituto de Matemática Aplicada do Instituto Federal de Tecnologia de Zurique, recentemente fundado por Eduard Stiefel, onde trabalhou juntamente com Ambros Speiser no desenvolvimento do primeiro computador suíço, ERMETH. Neste intuito desenvolveu trabalho pioneiro na área dos compiladores, descrevendo em seu trabalho de habilitação no Instituto Federal de Tecnologia de Zurique em 1951 o princípio de um compilador e os necessários comandos de programação. Também atuou na definição da linguagem de programação Algol 58 + 60.
Em 1958 introduziu o algoritmo LR, baseado na decomposição LR, atualmente suplantado pelo algoritmo QR.
Foi palestrante do Congresso Internacional de Matemáticos em Edimburgo (1958).

## Obras
- Automatische Rechenplanfertigung. Habilitationsschrift ETHZ, 1951.
- Automatische Rechenplanfertigung bei programmgesteuerten Rechenmaschinen. Basel: Birkhäuser, 1952.
- Some programming techniques for the ERMETH, JACM, 2(1), pp. 1–4, Januar 1955.
- com Alwin Walther e Josef Heinhold: Diskussionsbeiträge bei der Computer-Tagung 1955 in Darmstadt, 1956.
- Der Quotienten-Differenzen-Algorithmus. Basel: Birkhäuser, 1957.
- Proposal for a universal language for the description of computing processes. 1958. Com Hermann Bottenbruch, Friedrich L. Bauer e Klaus Samelson
- Vorlesungen über numerische Mathematik. Band I: Gleichungssysteme, Interpolation und Approximation. Martin Gutknecht (Hrsg.). Basel: Birkhäuser, 1976. ISBN 3-7643-0810-9.
- Vorlesungen über numerische Mathematik. Band II: Differentialgleichungen und Eigenwertprobleme. Martin Gutknecht (Hrsg.). Basel: Birkhäuser, 1976. ISBN 3-7643-0850-8.
- Heinz Rutishauser, Ambros Paul Speiser, Eduard Stiefel: Programmgesteuerte digitale Rechengeräte (Elektronische Rechenmaschinen). Basel: Birkhäuser, 1951.
- Hans Rudolf Schwarz, Heinz Rutishauser, Eduard Stiefel: Numerik symmetrischer Matrizen. Stuttgart: Teubner, 1972, 2. Edição, ISBN 3-519-12311-8.
- Numerische Prozeduren. Aus Nachlass und Lehre. Walter Gander (Ed.). Basel: Birkhäuser, Mai 1998, ISBN 3-7643-0874-5.
- com Roland Bulirsch Interpolation und genäherte Quadratur, e Darstellung von Funktionen in Rechenautomaten, in Robert Sauer, Istvan Szabo Die mathematischen Hilfsmittel des Ingenieurs, Volume 3, Springer Verlag 1968.